# Modersohnstraße
Die Modersohnstraße liegt im Berliner Ortsteil Friedrichshain des Bezirks Friedrichshain-Kreuzberg. Benannt ist die Straße nach dem Maler Otto Modersohn. Sie reicht von der Stralauer Allee im Süden bis zur Simplonstraße im Norden, wobei sie die Revaler Straße kreuzt, und verläuft über die Modersohnbrücke, die die Bahnanlagen der Eisenbahnstrecke nach Frankfurt (Oder) und die heutigen Linien der S-Bahn überspannt.

## Straßengeschichte

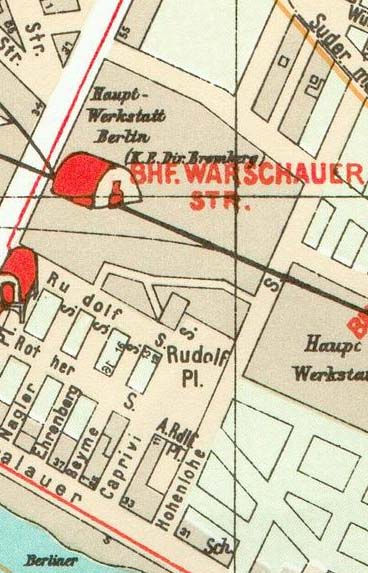
Hohenlohestraße im Pharus-Plan, 1902

Die Benennung der Straße erfolgte am 24. Mai 1951. Bis zu diesem Tag trug sie den Namen Hohenlohestraße, mit dem der frühere Reichskanzler und preußische Ministerpräsident Chlodwig Hohenlohe-Schillingfürst Prinz von Ratibor und Corvey geehrt wurde. Vor dem 15. Juli 1896 war sie als Straße 45, Abt. XIV des Bebauungsplans verzeichnet, der Abschnitt Nr. 19 wurde am 13. September 1905 ergänzt.

## Bauwerke

### Baudenkmale
In der Modersohnstraße stehen mehrere Gebäude unter Denkmalschutz. Dabei handelt es sich um das Wohnhaus Nr. 33, das 1895 von der Bauabteilung der Königlichen Eisenbahndirektion gebaut wurde, sowie die Emanuel-Lasker-Oberschule und die Elektrowerkstatt der Reichsbahnausbesserungswerkstatt an der Straßenecke zur Revaler Straße. Ebenfalls an der Modersohnstraße liegt die Modersohnschule (Grundschule) sowie die Tennisanlage Modersohnstraße 49, an der der Tennisclub Friedrichshain e. V. seinen Sitz hat. Die Modersohnbrücke verbindet den Boxhagener Kiez mit der „upper eastside“ Berlins, dem südlichen Teil Friedrichshains oberhalb der Stralauer Allee.

### Modersohnbrücke

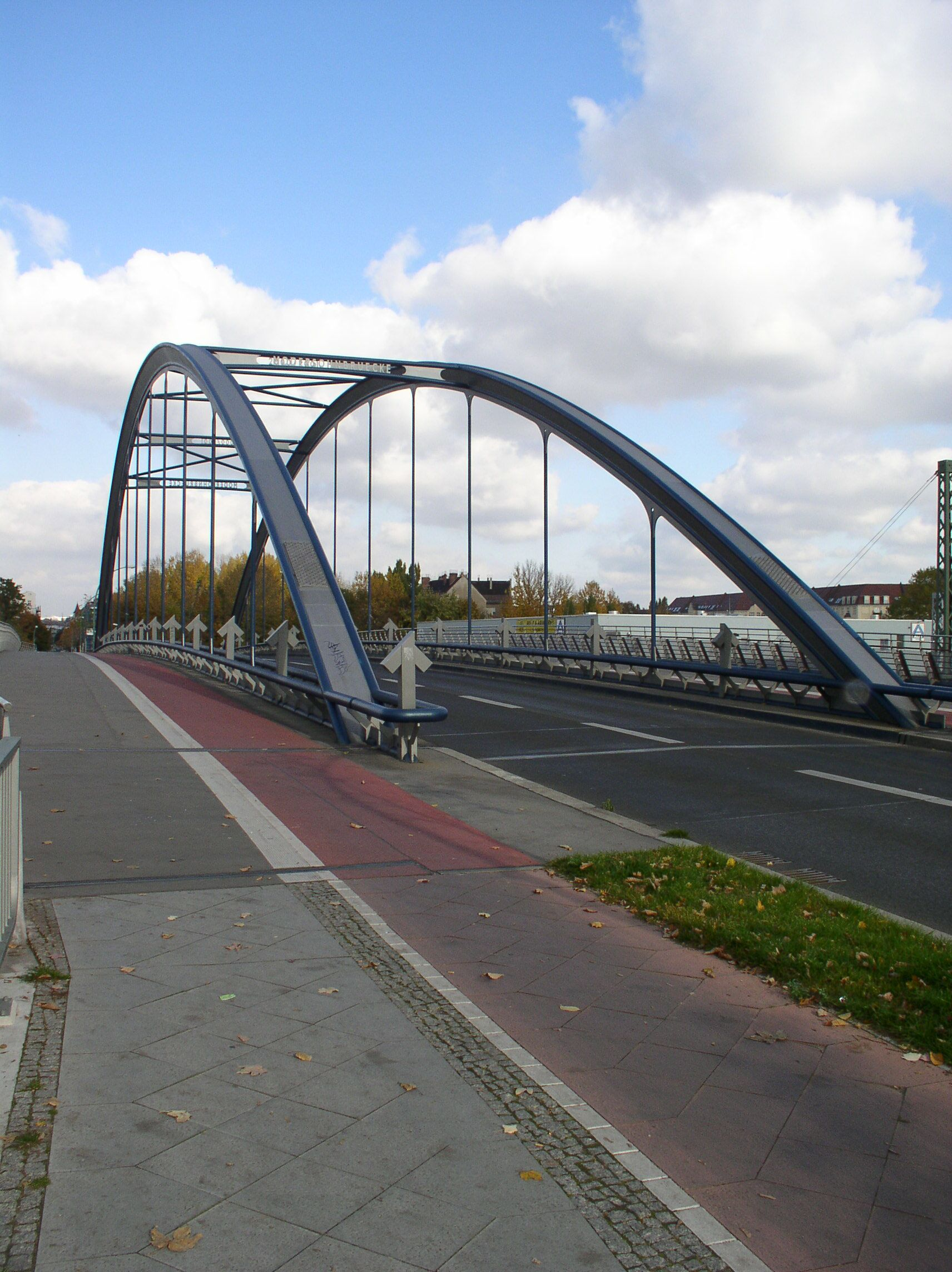
Modersohnbrücke

Die ursprüngliche Modersohnbrücke wurde in den Jahren 1913 und 1914 als Hohenlohebrücke von der Königlichen Eisenbahndirektion in Berlin erbaut. Sie war 69 m lang und 11,95 m breit und bestand aus gegossenem Beton, der von neun gemauerten Pfeilern getragen wurde. 1951 wurde sie gemeinsam mit der Straße umbenannt, nachdem sie den Zweiten Weltkrieg fast vollständig unversehrt überstanden hatte. Aufgrund massiver Verschleißerscheinungen musste sie 1999 abgerissen werden, stattdessen wurde eine Fußgänger-Notbrücke gebaut. In den Jahren 2000–2002 wurde nach Planungen des Büros H. P. Gauff Ingenieure GmbH & Co. KG – JBG und der Gestaltung durch den Berliner Architekten Hans-Günther Rogalla eine vollkommen neue Straßenbrücke als Stabbogenbrücke errichtet. Die Bauausführung der 71,09 m langen und 20,36 m breiten Konstruktion durch die Arge Modersohnbrücke, bestehend aus Krupp Stahlbau Berlin und Porr Technobau, kostete die Stadt Berlin rund fünf Millionen Euro.
Da die Modersohnbrücke in einigen Reiseführern als Szenetreffpunkt erwähnt wird, begeben sich in den Sommermonaten Dutzende Touristen und Einheimische auf die Brücke, um gemeinsam den Sonnenuntergang zu genießen.

### Emanuel-Lasker-Oberschule

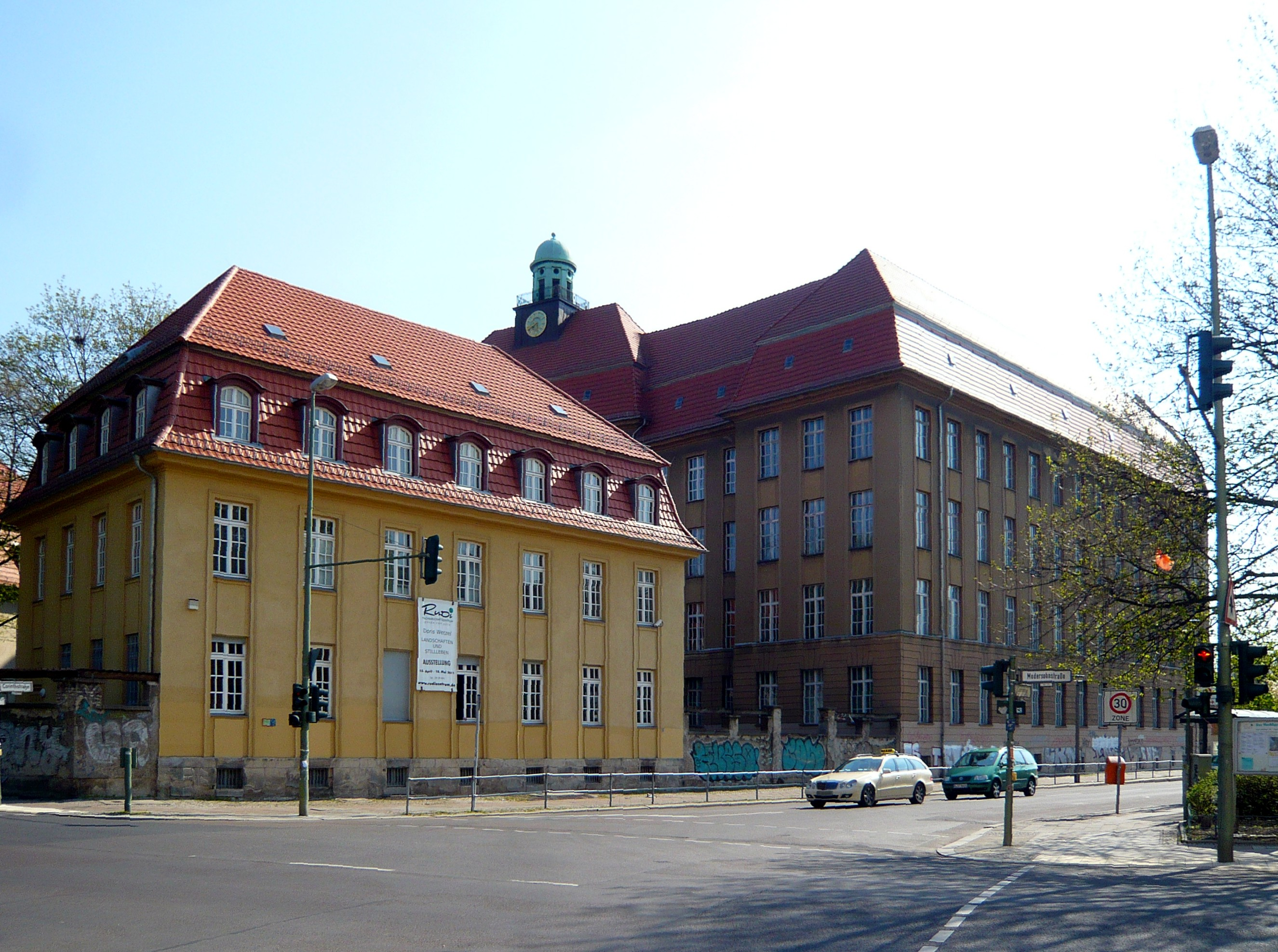
Zwei Gebäudeteile der Emanuel-Lasker-Oberschule, Ecke Corinthstraße

Die Emanuel-Lasker-Oberschule ist eine Realschule, die von 1911 bis 1913 nach Entwürfen des Berliner Stadtbaurates Ludwig Hoffmann an der Straßenecke zur Corinthstraße als Gemeindedoppelschule gebaut wurde. Das Schulgebäude besteht aus drei Gebäudeflügeln mit jeweils vier Etagen und stellt einen verputzten Mauerbau dar. Das Dach wird durch einen Uhrturm gekrönt. Als Schmuck aus der Erbauungszeit bestehen die Pfeilerfiguren von Ignatius Taschner am mittleren Tor. Vor dem Schulgebäude stehen zwei ehemals als Rektoren- und Beamtenwohnungen genutzte Wohnhäuser mit drei Etagen, die das Ensemble ergänzen. Von 1986 bis 1988 wurde ein fünfgeschossiger Anbau in der Corinthstraße angelegt (mittlerweile abgerissen), der neben Klassenräumen auch einen Speisesaal enthielt.
Im Laufe der Jahre wurde das Gebäude von unterschiedlichen Schulen und Einrichtungen genutzt. 1913 zogen die 227. Gemeindeschule, eine evangelische Knabenschule aus der ehemaligen Goßlerstraße (heute: Corinthstraße), sowie die 281. Gemeindeschule, eine Mädchenschule vom Rudolfplatz, ein. Mit der Schulreform 1938 wurden sie zu Volksschulen, nach 1945 zu Grundschulen. In den 1960er Jahren bildeten sich hier die 17. und die 18. Polytechnische Oberschule. 1991 wurde die Schule zur 15. Grundschule, der heutigen Thalia-Grundschule in Stralau sowie zur 1. Oberschule, die bis heute im Gebäude beherbergt ist. Am 7. Juli 1994 erfolgte die Benennung der Oberschule nach dem deutschen Schachweltmeister, Philosophen und Mathematiker Emanuel Lasker.

### Nachbarschaftszentrum
In dieser Straße unterhält die Bezirksverwaltung das Nachbarschaftszentrum RuDi, in dem regelmäßig Ausstellungen, Diskussionsrunden oder andere Kulturveranstaltungen stattfinden. Erwähnenswert ist die hier im Jahr 2022 gezeigte Wanderausstellung zum Palast der Republik, die vom Freundeskreis des Palastes betreut wurde (und weiterhin an anderen wechselnden Ausstellungsorten präsentiert wird). Bei einem Besuch des Vorsitzenden der Stiftung Humboldt-Forum, Hartmut Dorgerloh, trug dieser sich im Gästebuch ein und verabredete im Nachgang, dass am historischen Ort, direkt im Humboldt-Forum, im Jahr 2024 eine Dauerausstellung unter dem Titel Hin und weg. Der Palast ist Gegenwart zu sehen sein wird. Diese wird nun am 13. April am besagten Ort eröffnet und gilt als Start des Jahr(s) des DDR-Palastes.

## Wagenplatz
Anfang der 1990er Jahre wurde von Personen, die als Rollheimer alternativ leben wollten, eine Brachfläche an der Modersohnstraße zwischen Revaler Straße und Simplonstraße mit Wohnwagen besetzt. Es handelte sich um mehr als 40 zu Wohnzwecken umgebaute Bau- oder Zirkuswagen, in denen meist junge Leute dauerhaft wohnten. Lange Zeit wurde der Wagenplatz hier geduldet. Im Jahr 2007 kündigte der Berliner Senat eine finanzielle Unterstützung dafür an, dass die rund 5000 m² große Fläche zu einer Freizeit- und Grünanlage umgestaltet wird. Die Bezirksverordneten lehnten das jedoch ab und duldeten die Wagen weiterhin. Im Jahr 2012 wurde ein verbindlicher Mietvertrag abgeschlossen, es gelten 12 Cent/m² für das erste Jahr, die schrittweise bis zu 23 Cent im Jahr 2022 erhöht werden sollten. Inzwischen wohnen 30 Personen in der Wagenburg, die den Namen Laster & Hänger erhielt.